# Martin Đurđević
Martin Đurđević (Doljani, 1845. – 1913.), hrvatski bosanskohercegovački kroničar, diplomat i pravni stručnjak.

## Životopis
Rodio se u Doljanima. U Dubrovniku je u vremenu od 1854. do 1866. završio osnovnu školu te isusovačku gimnaziju na talijanskom jeziku. Dobro je naučio osmanski šerijatski pravni sustav i dobro je govorio njemački i talijanski. Poslije te škole posao je našao u osmanskom Državnom uredu za vezu zbog tih znanja. Službovao je u Mostaru, Sarajevu, Prištini i Bosanskom Brodu. Po izbijanju ustanka  u Hercegovini i zapadnim dijelovima Bosne 1875. godine zaputio se iz Bosanskog Broda u Zagreb te preko Dubrovnika ka Crnoj Gori, gdje se stavio u crnogorsku službu, na raspolaganje knezu Nikoli. Netom prije austro-ugarskog zaposjedanja Hercegovine bio je u Mostaru u francuskom vice-konzulatu gdje je dočekao ulazak austro-ugarske vojske u Mostar. Vodio je knjigu svojih memoarskih zapisa. S obzirom na to da je svjedočio Hercegovačkom ustanku i austro-ugarskom zaposjedanju njegovi zapisi su važno povijesno vrelo.

## Vanjske poveznice
- Župa Nevesinje Martin Đurđević: Memoari s Balkana (1858. – 1878.)